# Aide militaire étrangère à la Russie pendant la guerre russo-ukrainienne
Dans le cadre de la guerre russo-ukrainienne, et en particulier de l'invasion de l'Ukraine, à l'instar de l'Ukraine, la Russie recevrait de l'aide militaire de façon confirmée ou supposée de plusieurs pays.
Ces pays seraient principalement l'Iran, la Biélorussie, la Corée du Nord, l'Afrique du Sud, l’Égypte ainsi que la région séparatiste d'Ossétie du Sud-Alanie.

## États impliqués ou supposé impliqués

### Iran
L'Iran a fourni des drones kamikaze Shahed-136
Selon Sky News, l'Iran aurait fourni 200 conteneurs d'armes fin janvier 2023 à la Russie. Il y aurait notamment 100 millions de balles, des fusils d’assaut, des mitrailleuses, 300 000 obus, des grenades de 40 mm pour les lance-grenades, des roquettes antichars et des obus de mortier, 10.000 gilets pare-balles et casques.
L'Iran aurait fournit 220 missiles Fatah-360. Ces missiles ont une portée de 120 km et une charge explosive de 150 kg. Les États-Unis compte appliquer de nouvelles sanctions économiques contre l'Iran suite cette escalade.

### Biélorussie
Lors de l'invasion de l'Ukraine, des équipements militaires et des munitions sont transférés de Biélorussie vers le front.

### Corée du Nord
En septembre 2022, selon le renseignement américain, la Russie achèterait des millions d'obus et de roquettes à la Corée du Nord.
Début novembre 2022, les États-Unis accusent une nouvelle fois la Russie d'essayer de se procurer des munitions d'artillerie auprès de l'État Nord-coréen. Selon les services de renseignement américains, la Corée du Nord essaie probablement de dissimuler ses livraisons en les faisant passer par d'autres pays, notamment ceux du Moyen-Orient dont l'Iran. La Corée du Nord « pourrait représenter la plus grande source de munitions d'artillerie compatibles en dehors de la Russie » selon un chercheur dont les propos tenus en début d’année 2022 sont repris dans The Guardian. La Corée du Nord disposerait d'un stock important de munitions d'artillerie de 122 mm dont l'armée russe serait à court.
D'après le département d'État des États-Unis, la Corée du Nord aurait fournit 10 000 conteneurs de munitions et de matériel militaire. Selon le ministre de la Défense sud-coréen Shin Won-sik, la Corée du Nord a fourni 6 700 conteneurs à Moscou, ce qui correspond à 3 millions d'obus de 152 millimètres, ou 500 000 munitions de lance-roquettes multiple.
Des débris de missile récupérés sur le lieu d'une attaque ayant eu lieu le 2 janvier 2024 à Kharkiv ont été analysés par des inspecteurs de l'ONU et ont prouvé l'utilisation de missile nord coréen par la Russie dans son offensive contre l'Ukraine. Ces missiles serait selon le rapport de la série Hwasong-11. Les experts de l'ONU concluent à une violation de l’embargo sur les armes, imposé à la Corée du Nord. Les informations sur la trajectoire fournies par les autorités ukrainiennes confirment qu’il a été tiré du territoire de la fédération de Russie.
La Corée du Sud affirme que 5 millions d'obus aurait été livré par la Corée du Nord à la Russie. De leur côté, les Russes fournirait aux Nord-Coréens des sous-marins, des satellites espions, mais aussi une assistance pour le développement de leur programme nucléaire.
Vladimir Poutine s'est rendu en Corée du Nord le 18 et 19 juin 2024.
En octobre 2024, l'agence de presse sud-coréenne Yonhap déclare que le service national de renseignements sud coréen (NIS) aurait appris que 4 brigades soit 12 000 soldats coréens y compris des forces spéciales allait être envoyé sur le front en Ukraine. Le 28 octobre, l'OTAN confirme l'envoi de soldats nord-coréens en Russie et le déploiement d'unités militaires nord-coréennes dans la région de Koursk.

### Afrique du Sud
Les États-Unis accusent l'Afrique du Sud d'avoir livré des armes à la Russie en décembre 2022. Selon Reuben Brigety, l’ambassadeur américain dans le pays, les Etats-Unis sont convaincus que «des armes et des munitions ont été chargées» à bord d’un cargo russe. Le gouvernement sud-africain promet une enquête.

### Égypte
Le Washington Post révèle que l’Égypte aurait ordonné secrètement la production pour l'export vers la Russie de 40 000 roquettes alors même que l’Égypte est un allié et l'un des plus gros bénéficiaires de l'aide militaire américaine. L'Égypte aurait ensuite abandonné son projet et a décidé de produire des munitions d'artillerie pour les États-Unis en vue de leur transfert vers l'Ukraine.

### Autres

#### Ossétie du Sud-Alanie
Le 26 mars, l'Ossétie du Sud-Alanie, république séparatiste de Géorgie reconnue par la Russie, annonce avoir envoyé des troupes en Ukraine pour « aider à protéger la Russie ». Il a ensuite été précisé qu'Anatoli Bibilov, président de cette république séparatiste, faisait référence aux Ossètes ayant la citoyenneté russe ou servant dans l'armée russe sur la quatrième base militaire de la 58e armée russe, déployée en Ossétie du Sud,. Le redéploiement des troupes de la base a commencé le 16 mars,.